# Компрометація ArtOS
Компрометація ArtOS — історія, що позиціювалася російською групою хакерів Fancy Bear як злам артилерійського додатку для планшетів Android, розробленого українським офіцером Ярославом Шерстюком.

## Передісторія
Програма-додаток Попр-Д30.apt для планшетів Android була розроблена капітаном 55-ї окремої артилерійської бригади Ярославом Шерстюком десь в проміжку між 20 лютого та 13 квітня 2013 року. Додаток слугував як калькулятор для розрахунку артилерійських поправок. 28 квітня 2013 року обліковий запис соціальної мережі ВКонтакті з ідентичним іменем став поширювати цю програму зі своєї сторінки «рос. Програмное обеспечение современного боя». Як запобіжник неконтрольованому розповсюдженню, після завантаження та встановлення програми користувач мав звернутись до розробника за ключем для розблокування її роботи. Після попередника була розроблена програма ArtOS — програмно-апаратний комплекс, призначений для скорочення часу для розрахунку на ураження об'єкту. Використання комплексу економить час в чотири рази — до двох хвилин. Крім того, комплекс здатен розв'язувати до 70 % тактичних та бойових завдань, які постають перед артилеристами.

## Історія
21 грудня 2014 року на українському військовому інтернет-форумі було вперше помічено файл установки програми, скомпрометований імплантатом X-Agent. Згідно припущення, висловленого у звіті CrowdStrike, скомпрометований варіант був створений у проміжку між кінцем квітня 2013 та початком грудня 2014 року — саме тоді, коли політична криза переросла у російсько-українську війну з анексією Криму та бойовими діями на сході України.

### Резонанс
22 грудня 2016 році видання CrowdStrike, посилаючись на дані The Military Balance, опублікувало звіт, у якому зазначало, що Україна нібито втратила у боях до 80 % гаубиць Д-30. Згідно звіту, додаток для планшетів, яким користувалися українські артилеристи, був зламаний російськими хакерами, що дозволило їм отримати доступ до GPS-даних планшетів і визначити розташування української артилерії.
Новину того ж дня поширила низка західних видань: Forbes, Reuters, Guardian.
Українські журналісти розкритикували підхід CrowdStrike, вказуючи на те, що у своєму матеріалі видання посилається на дані з публікації кримського блогера Бориса Рожина (Colonel Cassad), і засумнівалися в тому чи CrowdStrike користувалися справжнім звітом The Military Balance, випуск якого коштує 350 фунтів-стерлінгів. Після критики щодо своїх висновків і припущень, CrowdStrike вніс зміни до свого звіту, вказавши кількість втрат українських гаубиць Д-30 на рівні 15 %—20 %.

## Оцінки
Зважаючи на те, що дослідники з CrowdStrike не змогли встановити точну кількість заражених пристроїв та наслідки цієї операції: невідомо, чи були взагалі випадки виходу в інтернет з планшетів під час бойових дій, наскільки масовою була програма з інтернету, адже оригінальне ПЗ було поширене у закритий спосіб, тощо. Цілком може бути, що сам факт існування скомпрометованого варіанту програми ворожа сторона використовує для ускладнення використання важливої та ефективної артилерійської програми на планшетах ЗСУ, або навіть як чергову компанію «зради» для деморалізації супротивника.

## Наслідки
У звіті Associated Press, оприлюдненому 2 листопада 2017 року, було зазначено, що Ярослав Шерстюк як розробник програми був одним із 545 членів політичної та військової еліти України, які стали мішенню хакерської групи. Автор звіту Рафаель Сеттер оприлюднив дані, згідно з якими спроба зламу пошти Шерстюка відбулася 3 квітня 2015 року.